# Windermere and Bowness
För andra betydelser, se Windermere.
Windermere and Bowness är en civil parish i distriktet Westmorland and Furness, i grevskapeti Cumbria, i England. Det inkluderar Windermere, Bowness-on-Windermere, Ferney Green, Heathwaite, Storrs och Troutbeck Bridge. Civil parish hade 7 676 invånare år 2021. Fram till 29 juli 2020 hette den Windermere.